# 爱默特·提尔

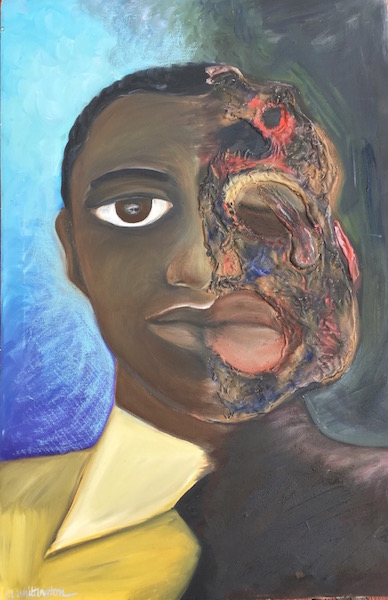

愛默特·路易斯·提尔（英語：Emmett Louis Till，1941年7月25日—1955年8月28日）是一名非裔美国人，他在访问密西西比的亲属时与一名21岁的白人女子卡羅琳·布萊恩特（Carolyn Bryant）谈了话，几天后其夫罗伊与其同父異母兄弟J. W. Milam一起绑架了提尔并杀死他后抛尸河中，因为卡羅琳撒谎说提尔调戏并强迫他，所以他们认为提尔在调戏卡罗琳。此案引起了媒体广泛关注，但是在北边法庭都是白人，两凶手被无罪释放，之后在一事不再理（被释者不得再受审）的保护下他们向杂志表明自己确实杀了提尔。
Milam于1980年病死，而罗伊于1985年矢口否认罪行，又说“如果提尔不幹出格的事就不会发生那样的事了。”他在隐居中生活，最后1994年死于癌症。
數十年後，歷史學家提摩太·泰臣（Timothy Tyson）於2008年訪問卡羅琳·布萊恩特和著述此事，他提到卡羅琳揭露，有關提爾和她互動的部分，她曾捏造證供，特別是關於提爾曾捏她腰部並言談猥褻，承認「那並非事實」。
提爾和卡羅琳的互動，如有冒犯之處，也許是不為意地違反了非裔男人和白人女人在吉姆·克勞時期的南方應有的行為準則。
提尔一案是美国黑人民权运动兴起的契机之一。
以提尔命名的《爱默特·提尔反私刑法》于2022年3月29日由美国总统乔·拜登签署通过，正式将私刑列为联邦仇恨犯罪。